# 신건 (가수)
신건(본명: 신건웅, 1981년 ~ )은 대한민국의 래퍼이다. 현재 Melodian의 멤버로 활동하고 있다. 한때 ‘Mikizone’이라는 이름으로 활동한 적도 있다. 그는 Dokkebeez라는 크루에 속해있었으며, 레이블은 킹콩뮤지션즈이다.

## 활동
신건은 1998년 중반에 친한 친구 사이였던 Deegie, Vinnie와 선배인 커빈과 CB Mass라는 그룹을 결성하여 ‘MC 신건’이라는 이름으로 클럽 MP 무대를 통해 데뷔해 활동하다가 커빈과의 불화로 탈퇴하였다. 이후 다시 결성된 PDPB의 멤버로도 활동하다가 그룹을 탈퇴하고 솔로 활동을 시작했다. 2001년에는 Dokkebeez라는 크루의 멤버가 되었으며, 2002년에는 군입대를 앞두고 앨범 《Lyricist》를 낸다. 이 앨범은 그가 군입대를 한 후에 발매되었다. 이 앨범에서 그는 자신이 속해있었던 신구대학교 랩동아리 ‘Da Track’과 콜라보를 하게 되고, 이 과정에서 자건과 만나게 된다. 자건과는 계속 친분을 유지하여 그와 자건의 휴가가 겹칠 때는 “Gun Two”라는 공연을 하였다.
2004년 5월 말 제대한 그는 새로운 시작을 위해 ‘Mikizone’으로 개명을 하고 개화산 공연 등에 참여한다. 그리고 곧 "NE Style"로 개명한 자건과 함께 듀오를 결성할 것을 발표한다. 이후 둘은 원래의 이름인 신건과 자건이란 이름으로 바뀌었고, 듀오의 이름이 NE Style이 되었다. NE Style은 싱글을 하나낸 후 활동을 끝마쳤다. 이후 2008년 7월 중순 솔로 싱글 작업을 하고 있다는 소식이 들렸으며, 이후 My Love를 시작으로 활동을 재개하였다. 그의 현재 곡 스타일은 이전과는 달리 여가수의 피쳐링과 함께하는 대중적인 스타일이다.
2009년 10월에는 새로운 레이블 킹콩뮤지션즈를 론칭하였다는 소식이 들려왔다. 이 레이블은 소속 가수를 통한 활동 외에도, 여러 앨범을 내고자 하는 언더 아티스트를 서포트하며 활동하였다. 본인의 앨범 활동은 주로 디지털 싱글에 치우쳤으며, 2011년 9월과 2012년 1월에는 여성 그룹 태사비애와 합작 싱글 두 장을 냈다.
2013년에는 과거 NE Style에서 함께 하였던 자건 (현 김건)과 함께 다시 한 번 Melodian이라는 그룹을 결성하였으며, 2013년 5월 디지털 싱글 《객관적으로 예쁘다》를 발표하고 일시적으로 활동하였다.
대표곡: Clockwise, Lyricist, 〈건투〉, My Love, 〈사랑에 지치다〉, 〈Bye Bye (바람 바람 바람)〉, 〈외로움에 사무칠 때〉

## 앨범
- 2002년 6월 12일 Lyricist
- 2008년 8월 28일 Love & Hate pt.1: My Love 디지털 싱글
- 2008년 12월 2일 Love & Hate pt.2: 사랑에 지치다 디지털 싱글
- 2009년 4월 22일 Love & Hate pt.3: Bye Bye (바람바람바람) 디지털 싱글
- 2009년 10월 16일 Love & Hate pt.4: 가슴에 묻다 디지털 싱글
- 2010년 4월 16일 Love & Hate pt.5: Love Dictionary 싱글
- 2010년 8월 16일 Kiss Me Darling 디지털 싱글
- 2010년 9월 17일 위풍당당 양신 디지털 싱글
- 2010년 11월 29일 킹콩캐럴 pt.2 디지털 싱글
- 2011년 9월 9일 연애에 필요한 세 가지 테크닉 디지털 싱글 (태사비애와 합작)
- 2012년 1월 2일 이 또한 지나가리라 디지털 싱글 (태사비애와 합작)

## Make-1을 향한 디스
신건은 1집 수록곡 〈바밤밤바!〉를 통해서 Ill Skillz의 멤버 Make-1을 디스하였다. 곡은 Vinnie Del Negro와 Red-Roc이 참여한 곡으로 신건이 앨범을 발표하고 곧장 군입대를 하여 누구를 디스하는가에 대한 특별한 말이 없었기 때문에 디스 대상에 대해 리스너들 사이에 논란이 되었다. 그러나 이 앨범이 나오기 전인 2001년 겨울 Vinnie Del Negro가 Ill Skillz를 탈퇴했다는 사정에 비춰 누리꾼들 사이에서 대상이 Ill Skillz가 아니냐는 논란이 불거져나왔고, 결국 Make-1을 대상으로 한 것임이 밝혀졌다. 현재는 모두 화해한 상태이다.